# Брайтенворбіс
Брайтенворбіс (нім. Breitenworbis) — громада в Німеччині, розташована в землі Тюрингія. Входить до складу району Айхсфельд. Складова частина об'єднання громад Айхсфельд-Віпперауе.
Площа — 24,08 км2. Населення становить 3133 ос. (станом на 31 грудня 2021).

## Галерея

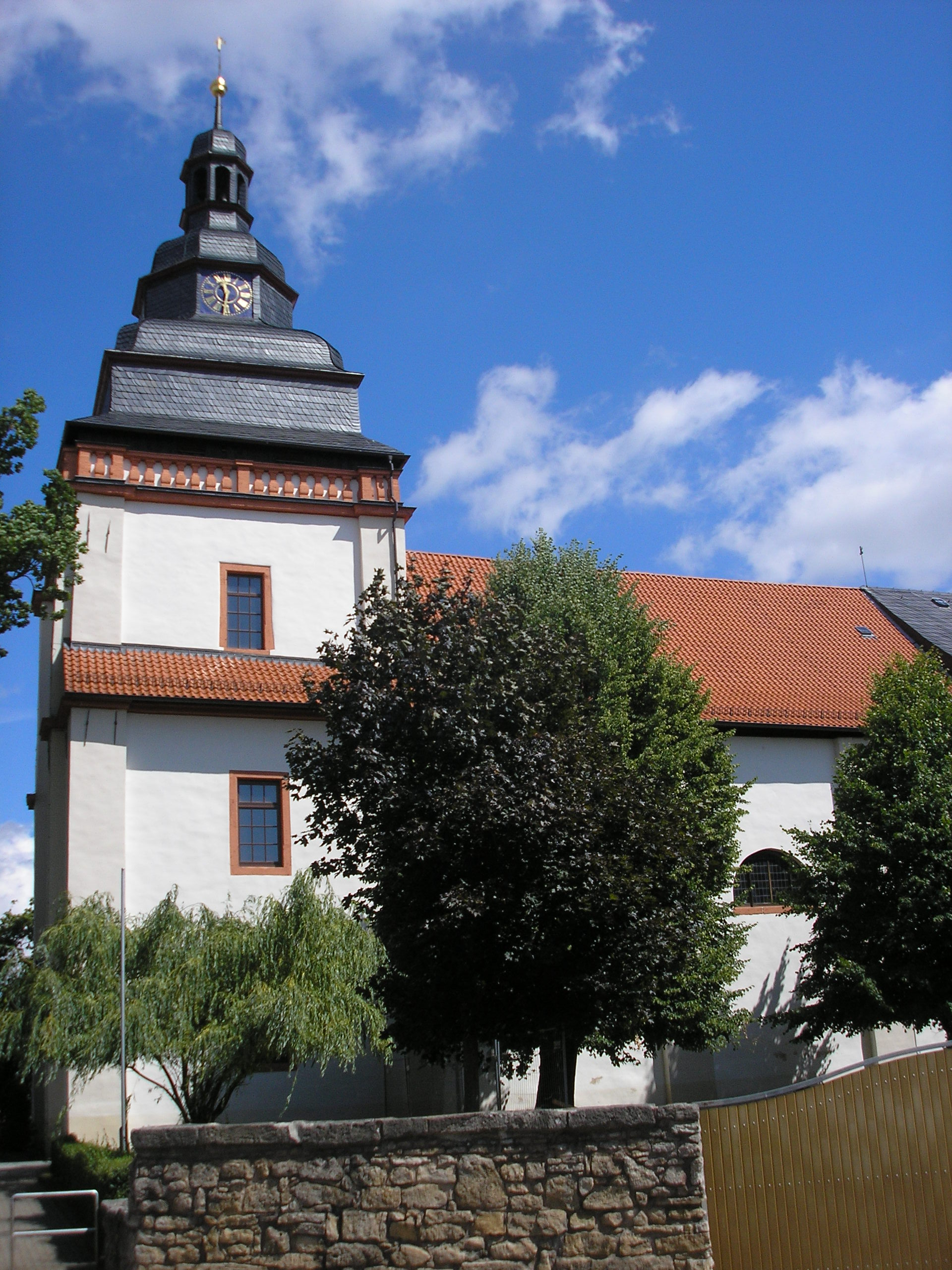
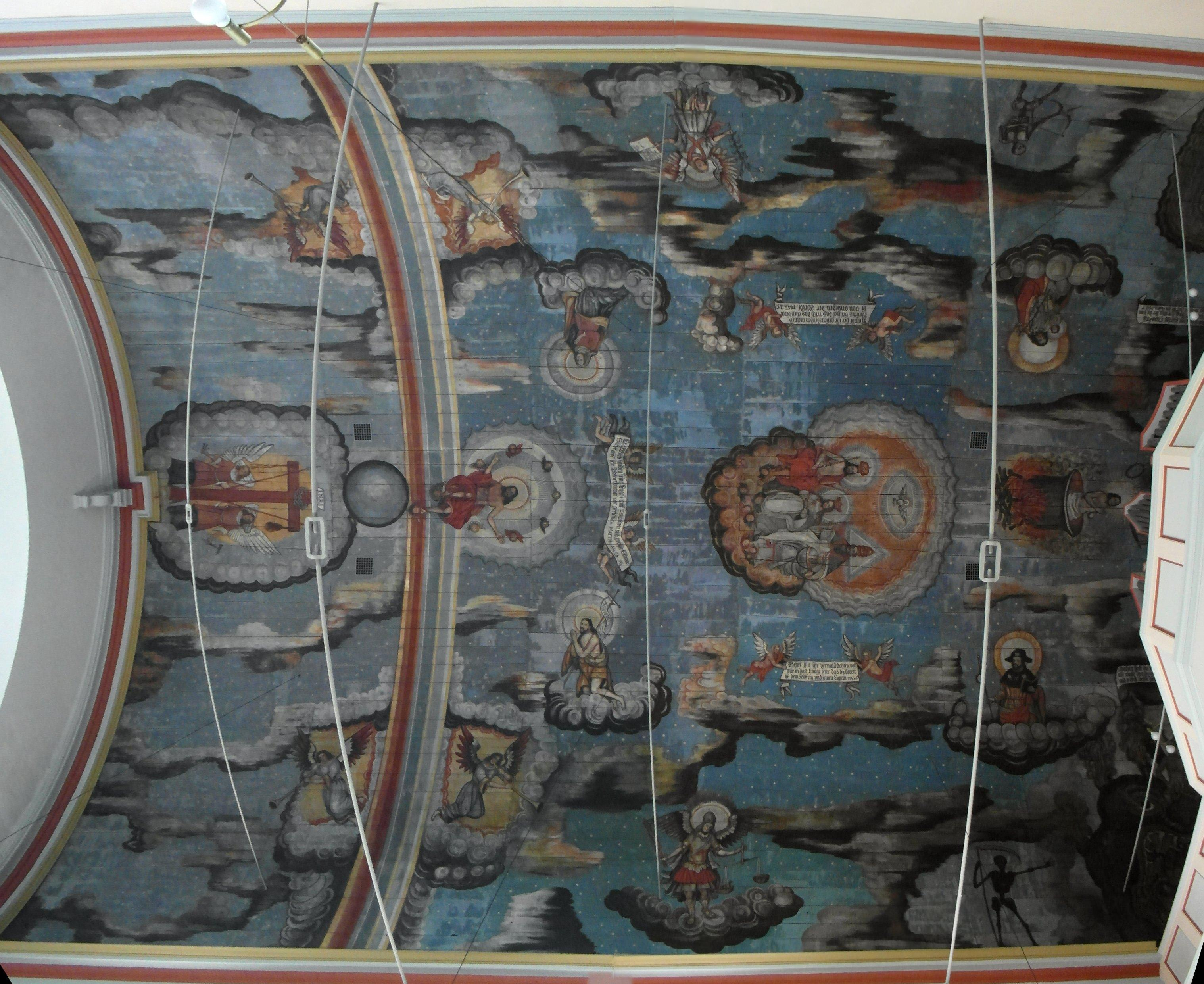